# Знаки почтовой оплаты СССР (1979)
Зна́ки почто́вой опла́ты СССР (1979) — перечень (каталог) знаков почтовой оплаты (почтовых марок), введённых в обращение дирекцией по изданию и экспедированию знаков почтовой оплаты Министерства связи СССР в 1979 году.

## Список коммеморативных (памятных) марок
Порядок следования элементов в таблице соответствует номеру по каталогу марок СССР (ЦФА), в скобках приведены номера по каталогу «Михель».
| № по каталогу                        | Изображение | Описание и источники | Номинал        | Дата выпуска         | Тираж     | Художник         |
| ------------------------------------ | ----------- | --- | -------------- | -------------------- | --------- | ---------------- |
| (ЦФА [АО «Марка»] № 4947) (Mi #4830) |             | Почтово-благотворительный выпуск «Игры XXII Олимпиады. Москва-80»: - Спортивная гимнастика. Вольные упражнения.           | 0,04+0,02 руб. | 21 марта 1979 года   | 6 000 000 | Николай Литвинов |
| (ЦФА [АО «Марка»] № 4948) (Mi #4831) |             | Почтово-благотворительный выпуск «Игры XXII Олимпиады. Москва-80»: - Спортивная гимнастика. Параллельные брусья.          | 0,06+0,03 руб. | 21 марта 1979 года   | 6 000 000 | Николай Литвинов |
| (ЦФА [АО «Марка»] № 4949) (Mi #4832) |             | Почтово-благотворительный выпуск «Игры XXII Олимпиады. Москва-80»: - Спортивная гимнастика. Перекладина.                  | 0,10+0,05 руб. | 21 марта 1979 года   | 5 000 000 | Николай Литвинов |
| (ЦФА [АО «Марка»] № 4950) (Mi #4833) |             | Почтово-благотворительный выпуск «Игры XXII Олимпиады. Москва-80»: - Спортивная гимнастика. Упражнения на бревне.         | 0,16+0,06 руб. | 21 марта 1979 года   | 4 500 000 | Николай Литвинов |
| (ЦФА [АО «Марка»] № 4951) (Mi #4834) |             | Почтово-благотворительный выпуск «Игры XXII Олимпиады. Москва-80»: - Спортивная гимнастика. Разновысокие брусья.          | 0,20+0,10 руб. | 21 марта 1979 года   | 1 200 000 | Николай Литвинов |
| (ЦФА [АО «Марка»] № 4952) (Mi #4835) |             | Почтово-благотворительный выпуск «Игры XXII Олимпиады. Москва-80»: - почтовый блок «Упражнение на кольцах».               | 0,50+0,25 руб. | 21 марта 1979 года   | 700 000   | Николай Литвинов |
| (ЦФА [АО «Марка»] № 4974) (Mi #4856) |             | Почтово-благотворительный выпуск «Игры XXII Олимпиады. Москва-80»: - Футбол.                                              | 0,04+0,02 руб. | 20 июня 1979 года    | 6 000 000 | Николай Литвинов |
| (ЦФА [АО «Марка»] № 4975) (Mi #4857) |             | Почтово-благотворительный выпуск «Игры XXII Олимпиады. Москва-80»: - Баскетбол.                                           | 0,06+0,03 руб. | 20 июня 1979 года    | 6 000 000 | Николай Литвинов |
| (ЦФА [АО «Марка»] № 4976) (Mi #4858) |             | Почтово-благотворительный выпуск «Игры XXII Олимпиады. Москва-80»: - Волейбол.                                            | 0,10+0,50 руб. | 20 июня 1979 года    | 5 000 000 | Николай Литвинов |
| (ЦФА [АО «Марка»] № 4977) (Mi #4859) |             | Почтово-благотворительный выпуск «Игры XXII Олимпиады. Москва-80»: - Ручной мяч.                                          | 0,16+0,06 руб. | 20 июня 1979 года    | 4 500 000 | Николай Литвинов |
| (ЦФА [АО «Марка»] № 4978) (Mi #4860) |             | Почтово-благотворительный выпуск «Игры XXII Олимпиады. Москва-80»: - Хоккей на траве.                                     | 0,20+0,10 руб. | 20 июня 1979 года    | 1 200 000 | Николай Литвинов |
| (ЦФА [АО «Марка»] № 4990) (Mi #4875) |             | Почтово-благотворительный выпуск «Туризм под знаком Олимпиады в СССР»: - Ташкент. Монумент «Мужество».                    | 1,00+0,50 руб. | 5 сентября 1979 года | 700 000   | Лео Шаров        |
| (ЦФА [АО «Марка»] № 4991) (Mi #4874) |             | Почтово-благотворительный выпуск «Туризм под знаком Олимпиады в СССР»: - Самарканд. Медресе Шер-Дор.                      | 1,00+0,50 руб. | 5 сентября 1979 года | 700 000   | Лео Шаров        |
| (ЦФА [АО «Марка»] № 4992) (Mi #4873) |             | Почтово-благотворительный выпуск «Туризм под знаком Олимпиады в СССР»: - Тбилиси. Скульптура «Муза».                      | 1,00+0,50 руб. | 5 сентября 1979 года | 700 000   | Лео Шаров        |
| (ЦФА [АО «Марка»] № 4993) (Mi #4872) |             | Почтово-благотворительный выпуск «Туризм под знаком Олимпиады в СССР»: - Тбилиси. Крепость Нарикала.                      | 1,00+0,50 руб. | 5 сентября 1979 года | 700 000   | Лео Шаров        |
| (ЦФА [АО «Марка»] № 4994) (Mi #4876) |             | Почтово-благотворительный выпуск «Туризм под знаком Олимпиады в СССР»: - Ереван — крепость Эребуни. Бронзовый грифон.     | 1,00+0,50 руб. | 10 октября 1979 года | 700 000   | Лео Шаров        |
| (ЦФА [АО «Марка»] № 4995) (Mi #4877) |             | Почтово-благотворительный выпуск «Туризм под знаком Олимпиады в СССР»: - Ереван. Театр оперы и балета им. А. Спендиарова. | 1,00+0,50 руб. | 10 октября 1979 года | 700 000   | Лео Шаров        |
| (ЦФА [АО «Марка»] № 5016) (Mi #4898) |             | Новогодняя марка «С Новым, 1980 годом!»: - Олимпийский Мишка.                                                             | 0,04 руб.      | 28 ноября 1979 года  | 7 000 000 | Тарас Панченко   |

## Комментарии
1. ↑  Ниже приведён перечень памятных художественных марок (с возможностью сортировки по номиналу, тиражу и дате введения в обращение).
2. ↑  Почтово-благотоворительный выпуск Игры XXII Олимпиады. Москва-80. На марке  (ЦФА [АО «Марка»] № 4947) — спортивная гимнастика, вольные упражнения, многоцветная. Офсетная печать, перфорирована: комбинированная гребенчатая зубцовка 12:12½ (на каждые 2 сантиметра края марки приходится 12:12½ зубцов). В марочных листах 36 (6×6) и малые листы (кляйнбогены) по 20 (5×4) марок[2][6][7][8].
3. ↑  Почтово-благотоворительный выпуск Игры XXII Олимпиады. Москва-80. На марке  (ЦФА [АО «Марка»] № 4948) — спортивная гимнастика, параллельные брусья, многоцветная. Офсетная печать, перфорирована: комбинированная гребенчатая зубцовка 12:12½ (на каждые 2 сантиметра края марки приходится 12:12½ зубцов). В марочных листах 36 (6×6) и малые листы (кляйнбогены) по 20 (5×4) марок[2][6][7][8].
4. ↑  Почтово-благотоворительный выпуск Игры XXII Олимпиады. Москва-80. На марке  (ЦФА [АО «Марка»] № 4949) — спортивная гимнастика, перекладина, многоцветная. Офсетная печать, перфорирована: комбинированная гребенчатая зубцовка 12:12½ (на каждые 2 сантиметра края марки приходится 12:12½ зубцов). В марочных листах 36 (6×6) и малые листы (кляйнбогены) по 20 (5×4) марок[2][6][7][8].
5. ↑  Почтово-благотоворительный выпуск Игры XXII Олимпиады. Москва-80. На марке  (ЦФА [АО «Марка»] № 4950) — спортивная гимнастика, упражнения на бревне, многоцветная. Офсетная печать, перфорирована: комбинированная гребенчатая зубцовка 12:12½ (на каждые 2 сантиметра края марки приходится 12:12½ зубцов). В марочных листах 36 (6×6) и малые листы (кляйнбогены) по 20 (5×4) марок[2][6][7][8].
6. ↑  Почтово-благотоворительный выпуск Игры XXII Олимпиады. Москва-80. На марке  (ЦФА [АО «Марка»] № 4951) — спортивная гимнастика, разновысокие брусья, многоцветная. Офсетная печать, перфорирована: комбинированная гребенчатая зубцовка 12:12½ (на каждые 2 сантиметра края марки приходится 12:12½ зубцов). В марочных листах 36 (6×6) и малые листы (кляйнбогены) по 20 (5×4) марок[2][6][7][8].
7. ↑  Почтово-благотоворительный выпуск Игры XXII Олимпиады. Москва-80, номерной почтовый блок 90×70 мм «Упражнение на кольцах», многоцветный, фон бежевый.  (ЦФА [АО «Марка»] № 4952А) — без номера с надпечаткой «ПОГАШЕНО». Офсетная печать, перфорирована: рамочная зубцовка 12½ (на каждые 2 сантиметра края марки приходится 12½ зубцов)[2][10][7][8].
8. ↑  Почтово-благотоворительный выпуск Игры XXII Олимпиады. Москва-80. На марке  (ЦФА [АО «Марка»] № 4974) — футбол, многоцветная. Офсетная печать, перфорирована: комбинированная гребенчатая зубцовка 12½:12 (на каждые 2 сантиметра края марки приходится 12½:12 зубцов). В марочных листах 36 (6×6) и малые листы (кляйнбогены) по 20 (4×5) марок[2][10][11][12][13].
9. ↑  Почтово-благотоворительный выпуск Игры XXII Олимпиады. Москва-80. На марке  (ЦФА [АО «Марка»] № 4975) — баскетбол, многоцветная. Офсетная печать, перфорирована: комбинированная гребенчатая зубцовка 12:12½ (на каждые 2 сантиметра края марки приходится 12:12½ зубцов). В марочных листах 36 (6×6) и малые листы (кляйнбогены) по 20 (5×4) марок[2][10][11][12][13].
10. ↑  Почтово-благотоворительный выпуск Игры XXII Олимпиады. Москва-80. На марке  (ЦФА [АО «Марка»] № 4976) — волейбол, многоцветная. Офсетная печать, перфорирована: комбинированная гребенчатая зубцовка 12:12½ (на каждые 2 сантиметра края марки приходится 12:12½ зубцов). В марочных листах 36 (6×6) и малые листы (кляйнбогены) по 20 (5×4) марок[2][10][11][12][13].
11. ↑  Почтово-благотоворительный выпуск Игры XXII Олимпиады. Москва-80. На марке  (ЦФА [АО «Марка»] № 4977) — гандбол, многоцветная. Офсетная печать, перфорирована: комбинированная гребенчатая зубцовка 12½:12 (на каждые 2 сантиметра края марки приходится 12½:12 зубцов). В марочных листах 36 (6×6) и малые листы (кляйнбогены) по 20 (4×5) марок[2][10][11][12][13].
12. ↑  Почтово-благотоворительный выпуск Игры XXII Олимпиады. Москва-80. На марке  (ЦФА [АО «Марка»] № 4978) — хоккей на траве, многоцветная. Офсетная печать, перфорирована: комбинированная гребенчатая зубцовка 12½:12 (на каждые 2 сантиметра края марки приходится 12½:12 зубцов). В марочных листах 36 (6×6) и малые листы (кляйнбогены) по 20 (4×5) марок[2][10][11][12][13].
13. ↑  Почтово-благотоворительный выпуск «Туризм под знаком Олимпиады в СССР». На марке  (ЦФА [АО «Марка»] № 4990) — Ташкент. Монумент «Мужество», многоцветная. Глубокая печать в сочетании с металлографией, перфорирована: комбинированная рамочная зубцовка 12:11½ (на каждые 2 сантиметра края марки приходится 12:11½ зубцов). В марочных листах 25 (5×5) и малые листы (кляйнбогены) по 16 (4×4) марок[2][10][15][16].
14. ↑  Почтово-благотоворительный выпуск «Туризм под знаком Олимпиады в СССР». На марке  (ЦФА [АО «Марка»] № 4991) — Самарканд. Медресе Шир-Дор, многоцветная. Глубокая печать в сочетании с металлографией, перфорирована: комбинированная рамочная зубцовка 12:11½ (на каждые 2 сантиметра края марки приходится 12:11½ зубцов). В марочных листах 25 (5×5) и малые листы (кляйнбогены) по 16 (4×4) марок[2][10][15][16].
15. ↑  Почтово-благотоворительный выпуск «Туризм под знаком Олимпиады в СССР». На марке  (ЦФА [АО «Марка»] № 4992) — Тбилиси. Скульптура «Муза», многоцветная. Глубокая печать в сочетании с металлографией, перфорирована: комбинированная рамочная зубцовка 12:11½ (на каждые 2 сантиметра края марки приходится 12:11½ зубцов). В марочных листах 25 (5×5) и малые листы (кляйнбогены) по 16 (4×4) марок[2][10][15][16].
16. ↑  Почтово-благотоворительный выпуск «Туризм под знаком Олимпиады в СССР». На марке  (ЦФА [АО «Марка»] № 4993) — Тбилиси. Крепость Нарикала, многоцветная. Глубокая печать в сочетании с металлографией, перфорирована: комбинированная рамочная зубцовка 12:11½ (на каждые 2 сантиметра края марки приходится 12:11½ зубцов). В марочных листах 25 (5×5) и малые листы (кляйнбогены) по 16 (4×4) марок[2][10][15][16].
17. ↑  Почтово-благотоворительный выпуск «Туризм под знаком Олимпиады в СССР». На марке  (ЦФА [АО «Марка»] № 4994) — Ереван. Крепость Эребуни. Бронзовый грифон, многоцветная. Глубокая печать в сочетании с металлографией, перфорирована: комбинированная рамочная зубцовка 12:11½ (на каждые 2 сантиметра края марки приходится 12:11½ зубцов). В марочных листах 25 (5×5) и малые листы (кляйнбогены) по 16 (4×4) марок[2][10][15][16].
18. ↑  Почтово-благотоворительный выпуск «Туризм под знаком Олимпиады в СССР». На марке  (ЦФА [АО «Марка»] № 4995) — Ереван. Театр оперы и балета им. А. Спендиарова, многоцветная. Глубокая печать в сочетании с металлографией, перфорирована: комбинированная рамочная зубцовка 12:11½ (на каждые 2 сантиметра края марки приходится 12:11½ зубцов). В марочных листах 25 (5×5) и малые листы (кляйнбогены) по 16 (4×4) марок[2][10][15][16].
19. ↑  Новогодняя марка  (ЦФА [АО «Марка»] № 5016) — Олимпийский Мишка, многоцветная. Офсетная печатьна мелованной бумаге с лаковым покрытием, перфорирована: комбинированная рамочная зубцовка 12:12½ (на каждые 2 сантиметра края марки приходится 12:12½ зубцов). Разновидность  (ЦФА [АО «Марка»] № 5016А) — без зубцов. В марочных листах 36 (6×6) и малые листы (кляйнбогены) по 16 (4×4) марок[2][10][17][18].